# MKE JNG-90
O MKE JNG-90 é um fuzil de precisão de ação por ferrolho 7,62×51mm NATO usado pelos militares turcos. O desenvolvimento da arma começou em 2004 a 2008. Its nickname is Bora Seu apelido é Bora e atualmente está sendo oferecido para exportação.

## Projeto
O JNG-90 foi projetado com a colaboração da Gendarmaria Turca e da Corporação da Indústria Mecânica e Química (MKEK). Projetado pelo capitão (Rtd.) Mustafa Dolar e pelo sargento major Necmi Güngör, o fuzil é preciso em termos de disparo de grupos de 0,3 minutos de ângulo a um alcance de até 100 metros, de acordo com testes da MKEK. Trilhos Picatinny são fornecidos na ponta da arma e no receptáculo superior. O fuzil também possui uma coronha ajustável.

## Operadores

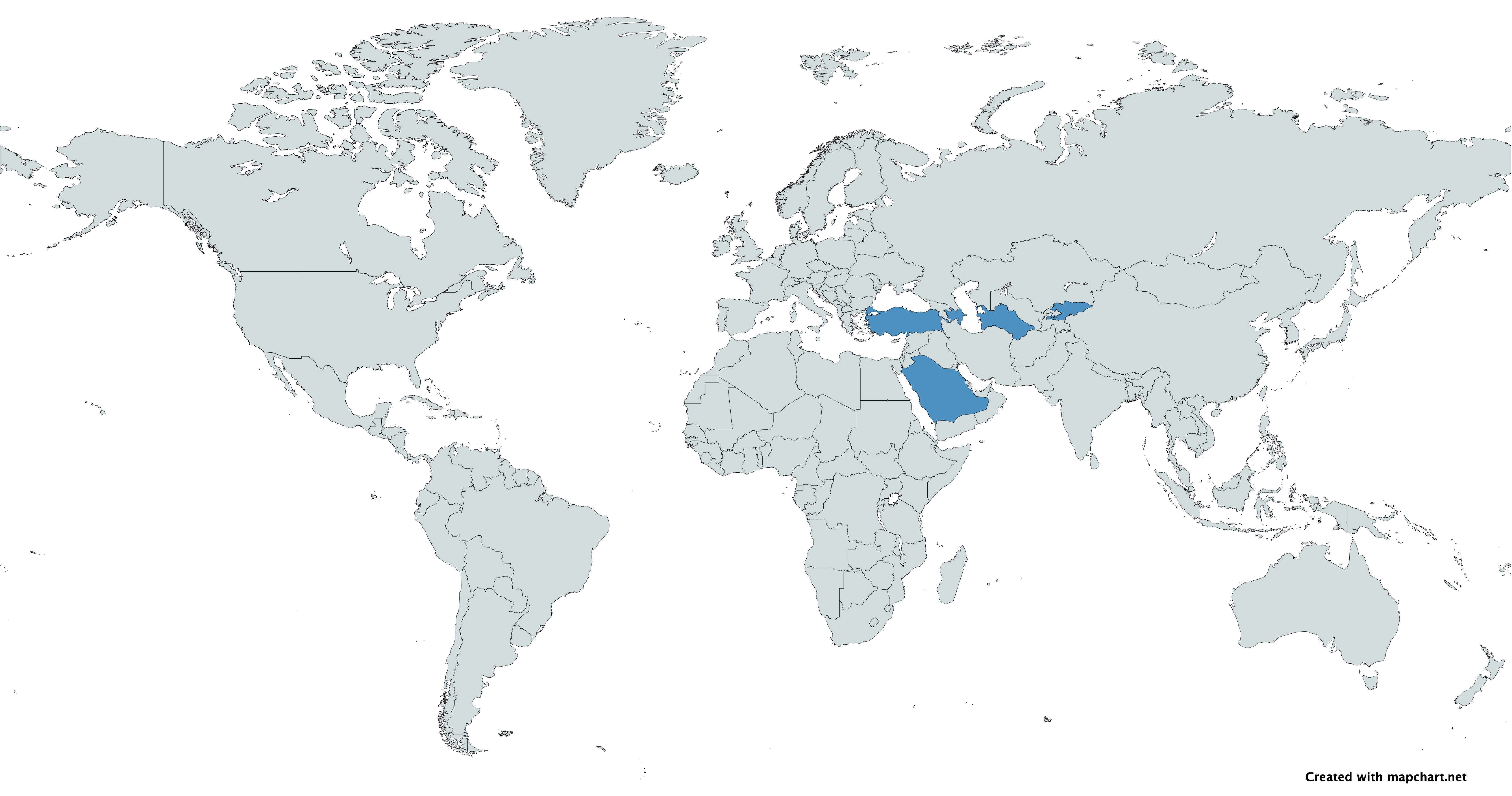
Mapa com operadores do MKE JNG-90 em azul

- Azerbaijão: Adquiriu um número desconhecido de JNG-90.[5]
- Quirguistão: Adquiriu um número desconhecido de JNG-90[7]
- Turquia: Em uso nas Forças Armadas da Turquia.[2]
- Turquemenistão: Adquiriu um número desconhecido de JNG-90[8]
- Arábia Saudita: Adquiriu um número desconhecido de JNG-90[8]